# Friedrich List
Daniel Friedrich List ( 6 tháng 8, 1789 tại Reutlingen - 30 tháng 11, 1846 tại Kufstein) là một trong những nhà lý thuyết gia Kinh tế người Đức quan trọng nhất trong thế kỷ thứ 19. Ngoài ra ông ta cũng là một doanh nhân, nhà ngoại giao và một trong những nhà tiên phong về lãnh vực đường sắt.

Kinh tế gia List là nhà tiên phong tranh đấu cho vấn đề quan thuế chung giữa các nước Đức. Ông là người cổ vũ hoàn thành bách khoa tự điển quốc gia Rotteck-Welcker, và cũng là chủ nhiệm của quyển bách khoa này cùng với giáo sư Rotteck và Welcker. Ngoài ra ông cũng đóng vai trò quan trọng trong việc phát triển phong trào cấp tiến (Liberalismus) tại Đức. Ông là đại diện Đức đầu tiên của ngành kinh tế học tân tiến. Với những ý tưởng chính trị kinh tế (thí dụ như giáo dục quan thuế (Erziehungszoll), hệ thống sáng kiến quốc gia (Nationales Innovationssystem) ông đã đặt lên nhiều câu hỏi, mà ngành Kinh tế Phát triển đã nghiên cứu từ giữa thế kỷ thứ 20. Lý thuyết phát triển của ông ta được nhiều nước Đông Á nghiên cứu và áp dụng trong lãnh vực chính trị kinh tế. 

## Tiểu sử

### Gia thế và học vấn (1789–1816)

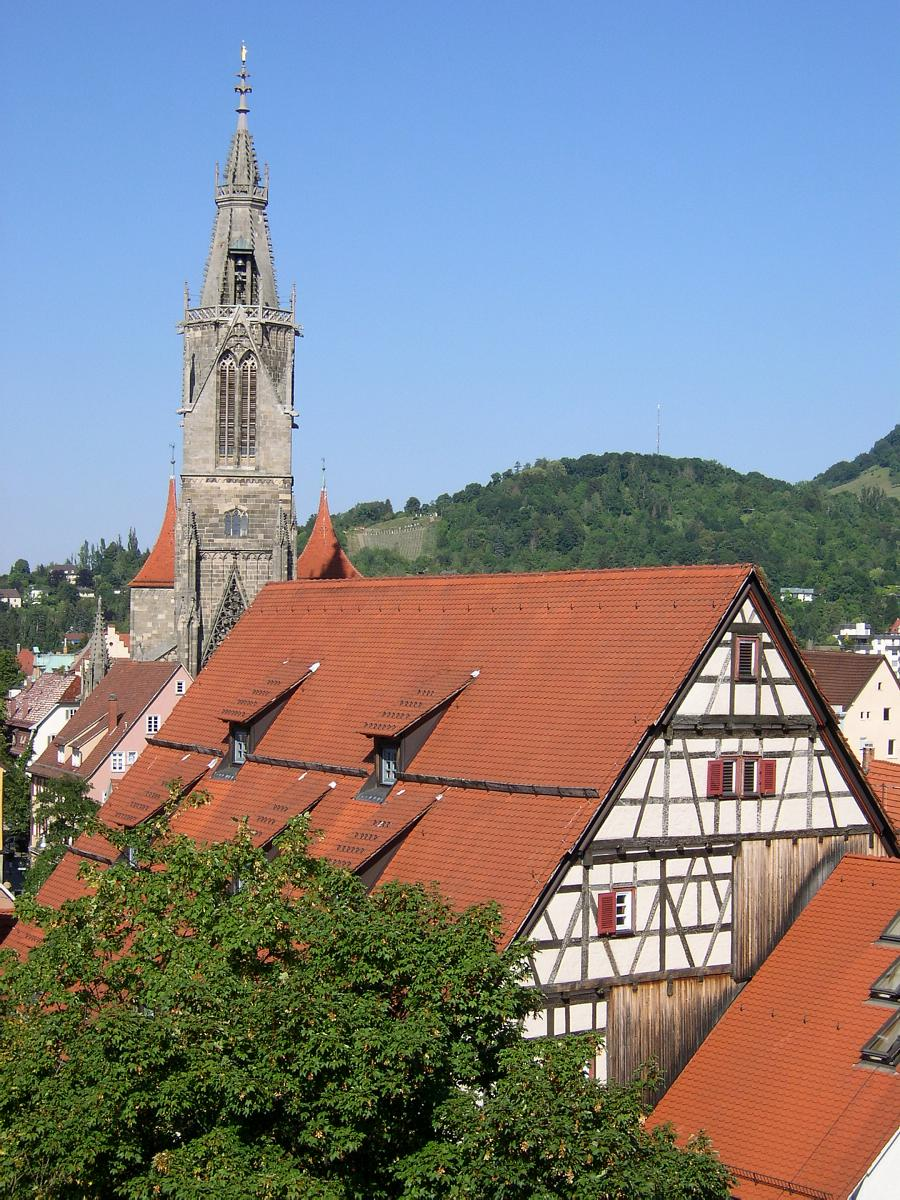
Một phần của phố cổ thành phố Reutlingen, nơi List sinh trưởng.

Friedrich List là con của thợ nhuộm Johannes List và hôn thê là bà Maria Magdalena, được sinh ra ở thị trấn Reutlingen. Người ta không biết rõ ông sinh ngày nào, ngày 6 tháng 8 năm 1789 là ngày ông được rửa tội. Sau khi học song trường Latein (Lateinschule), ông bắt đầu học nghề tại tiệm của cha ông. Tuy nhiên ông không thích nghề tay chân, nên vào năm 1805 đã đổi sang làm việc trong ngành hành chánh. Ông làm việc tại nhiều thành phố khác nhau, và sau một thời gian trở thành kiểm soát viên về Tài chánh và Hàng hóa. Sau khi chuyển tới làm việc tại Tübingen, vào năm 1811 List cũng tham dự nghe giảng tại đại học ở đó.